# 毛灰蘚
毛灰蘚（学名：Homomallium simlaense）为灰蘚科毛灰蘚屬下的一个种。